# Jhusi
Jhusi is een nagar panchayat (plaats) in het district Prayagraj van de Indiase staat Uttar Pradesh. De plaats ligt ten oosten van de stad Prayagraj (Allahabad), bij het punt waar twee grote rivieren, de Yamuna en de Ganges, samenvloeien.

## Demografie
Volgens de Indiase volkstelling van 2001 wonen er 13.633 mensen in Jhusi, waarvan 57% mannelijk en 43% vrouwelijk is. De plaats heeft een alfabetiseringsgraad van 53%.